# Копрей (сын Пелопа)
Копрей (др.-греч. Κοπρεύς) — персонаж древнегреческой мифологии. Глашатай Еврисфея. Сын Пелопа. После убийства Ифита вынужден был бежать в Микены и был очищен Еврисфеем от скверны. Извещал Геракла о назначенных ему трудах. Был убит афинянами при попытке увести Гераклидов. Отец Перифета.
Действующее лицо трагедии Еврипида «Гераклиды».